# Elektronisk körjournal

Exempel på hårdvara som inte behöver installeras i bilen. Loggar alla resor på enheten utan månadsavgifter.

En elektronisk körjournal är en enhet som antingen kopplas in utan verktyg i bilens diagnossystem (OBD-II port) eller som en lös GPS-puck. Den registrerar automatiskt samtliga körningar, både privata och tjänstekörningar. På marknaden finns modeller som via knapptryckningar markerar om körningen är privat eller tjänstekörning. Det finns varianter som har en live-funktion där man kan se var bilen befinner sig genom webbläsaren. Men också passiva där man efter resorna kopplar enheten till en dator som sedan framställer körjournaler. Detta är ett sätt att se när man har rätt till traktamente och för att kalkylera hur mycket milersättning man är berättigad till. Med lämpliga intervall för man över informationen till en vanlig dator, och man kompletterar då körjournalen med de ytterligare uppgifter som behövs. Sedan skriver man ut den kompletta körjournalen.

## Elektronisk körjournal
Elektronisk körjournal installeras i företagets bilar med följande syfte:
- Försäkra att företaget uppfyller de dokumentationskrav som Skattemyndigheten kan kräva.
- Försäkra de anställdas och företagets intressen för att inte bli felaktigt beskattade av företagets bilar.

## Om körjournal
I lagtexten finns inget uttryckligt krav på körjournal. En samlad bedömning görs av de olika omständigheterna i varje enskilt fall. Enligt rättspraxis är dock körjournal ett viktigt bevismedel vid bedömning av bilförmån och drivmedelsförmån.

## Tre viktiga situationer
I framför allt följande tre situationer är det bra att ha en detaljerad och noggrant förd körjournal, som visar hur bilen har använts. Det är viktigt att körjournalen förs löpande: 
1. Om du som ägare eller anställd i ett företag har dispositionsrätten till en bil måste du, för att undvika bilförmån, kunna visa att bilen används endast i ringa omfattning för privat körning. Med ringa omfattning menas att bilen används för privat körning vid högst 10 tillfällen per år och med en sammanlagd körsträcka på högst 100 mil. För att en skattepliktig förmån inte ska uppkomma krävs att båda förutsättningarna är uppfyllda. Tänk på att resor mellan bostaden och tjänstestället liksom hemresor på helger från annan ort normalt räknas som privata resor.
2. Om du kör 3 000 mil eller mer i tjänsten med förmånsbil under kalenderåret. Du har då möjlighet att få en lägre bilförmån [2] (75 % av värdet). I första hand är det din arbetsgivare som ska sätta ned bilförmånsvärdet. Om inte detta görs har du själv möjlighet att begära nedsättning av bilförmånsvärdet i din inkomstdeklaration. Det kan också bli aktuellt om du haft två eller flera arbetsgivare och körsträckan i tjänsten under kalenderåret inte uppgått till 3 000 mil hos någon av arbetsgivarna.
3. Om du har fritt drivmedel i samband med bilförmån. Det är för dina privata resor som du blir beskattad för drivmedelsförmån under förutsättning att du kan visa hur mycket som du har kört i tjänsten. Kan du inte visa hur mycket du har kört i tjänsten blir du förmånsbeskattad för allt drivmedel.

## Innehållet i körjournalen
En körjournal rekommenderas innehålla följande uppgifter:
- Mätarställning vid årets början
- Datum och mätarställning vid resans start samt varifrån resan startade
- Ärende samt vilka platser/företag/kontaktpersoner du besökt (behövs inte vid privata resor)
- Hur många kilometer du kört
- Datum och mätarställning vid resans slut samt var resan avslutades
- Mätarställning vid årets slut

Bra att notera är också antal liter bränsle och pris när du tankar. Då är det lättare att beräkna värdet av den privata körningen. 
Alternativet till en elektronisk körjournal är en manuell.

## Personuppgiftslagen
Användningen av elektroniska körjournaler som bygger på GPS ofta innebär en behandling av personuppgifter som regleras av personuppgiftslagen (1998:204). För att en arbetsgivare ska få använda tekniken på detta sätt krävs normalt samtycke från berörda arbetstagare. För att det ska vara fråga om giltiga samtycken enligt personuppgiftslagen måste de anställda kunna välja mellan manuellt förd körjournal och ett system som bygger på GPS. Det är krav från Datainspektionen . att du informerar din personal innan du sätter in elektronisk körjournal. 
Företaget kan installera elektronisk körjournal i servicebilar och bilar som de anställda kan användas i tjänsten.